# Mikael Gabriel
Mikael Kristian Gabriel Sohlman est un rappeur et acteur finlandais, né le 25 février 1990 à Helsinki, en Finlande.

## Carrière
Mikael Gabriel a sorti cinq albums solo et est apparu en tant qu'artiste invité sur des chansons d'autres chanteurs finlandais tels que Cheek, Lord Est, Robin et Uniikki.
En 2016, il a fait ses débuts en tant qu'acteur dans un film d'horreur, Lake Bodom, inspiré des meurtres du lac Bodom en 1960, ainsi que dans le film Pahan Kukat d'Antti Jokinen. Il a participé à la cinquième saison de la série de télé-réalité musicale Vain elämää et a été l'un des juges de la deuxième saison de la version finlandaise de X Factor en 2018.

## Vie privée
Le père de Mikael Gabriel était un suédophone de Finlande. Sa mère, Lidia, est Estonienne. Sa mère l'a élevé toute seule et Mikael Gabriel n'a connu son père qu'à l'adolescence.

## Discographie

### Albums
- 2009 : 5 miljoonaa muuta
- 2011 : Pohjosen poika
- 2013 : Mun maailma
- 2015 : Versus
- 2018 : Ääripäät

## Filmographie
- 2016 : Lake Bodom

## Prix et récompenses
- Prix Emma, 2016